# John De la Mare
Sir John De la Mare (1320 circa – 1383) è stato un cavaliere medievale britannico, della corte del Re Edoardo III d'Inghilterra; fece costruire il castello di Nunney nel Somerset.
Ottenne il permesso di far edificare il suo maniero a Nunney nel 1373. Fu l'alto sceriffo prima del Wiltshire (1374), poi del Somerset (1377) e fu anche cavaliere nelle due contee nel 1376, 1373, 1377 e 1382.